# 再婚トランプ
『再婚トランプ』（さいこんトランプ）は、以下の日本のエッセイおよびテレビドラマ
1. 1992年に朝日新聞出版から発刊されたエッセイ
2. 1998年10月26日 - 12月4日にTBS系列で放送されたテレビドラマ

両方とも原作は、朗読者で元NHKエグゼクティブアナウンサーだった青木裕子。

## 概要
30歳で前夫と死別したシングルマザーの女性が、1通の手紙から同級生と再会して再婚し、同じく子連れだった後夫の家庭を交えて大家族となった女性の再婚後の生活を綴った物語。

## テレビドラマ
TBS系「花王 愛の劇場」枠にて放送された。全30話。

### キャスト
- 青山朋美→小杉朋美 - 東ちづる[1]
- 小杉祐司 - 松村雄基
- 青山聡子 - 馬渕晴子
- 小杉静江 - 淡路恵子
- 篠塚陽子 - 金久美子
- 渡辺佐知子 - 阿知波悟美
- 白井太一郎 - 今福将雄
- 青山高明 - 高崎慶佑
- 篠塚君子 - 坂田麻衣子
- 篠塚亜希子 - 平井みき
- 平山勝志
- 野村五十鈴
- 松本武士
- 青木和代
- 人村朱美
- 冬木 - 福多愉快
- 深見 - 竹下恭司
- 野村信次
- 鎌田 - 田口主将
- 村澤寿彦
- 九太郎
- 梅 - 宮内順子
- 飯田奈緒子 - 藤原まゆか
- 高柳葉子
- 有村圭助

### スタッフ
- 原作 - 青木裕子『二度目の結婚物語』
- 企画 - 大山勝美
- プロデューサー - 小澤俊夫
- 演出 - 大山勝美、中村金太、堀川とんこう
- 脚本 - 井上由美子、瀧川晃代、千葉多喜子
- 音楽 - 澤近泰輔
- 選曲 - 伊藤克己
- 撮影技術 - 初瀬康一
- 技術 - 柳沢栄造
- 照明 - 石井美宏
- 制作 - KAZUMO、TBS

### 主題歌
- 「逢えてよかった」

作詞 - 水野幸代 Yukiyo Mizuno / 作曲・編曲 - 日向敏文 / 歌 - Le Couple

## 書誌情報
- 『再婚トランプ―恋と夫と子供たち』（1992年・朝日新聞出版）ISBN 978-4022565334
- 『二度目の結婚物語』（1996年・朝日新聞出版）ISBN 978-4022611574